# Phalanger matanim
Phalanger matanim là một loài động vật có vú trong họ Phalangeridae, bộ Hai răng cửa. Loài này được Flannery mô tả năm 1987.